# Szkło dichroiczne
Szkło dichroiczne jest to szkło, na które w próżni, za pomocą działa elektronowego, nałożono tlenki metali (złota, srebra, tytanu, chromu, aluminium, cyrkonu, magnezu i krzemu) w postaci wielu cienkich warstw. Warstwy te mają grubość łącznie około 700 nm. Termin dichroiczne oznacza grę dwóch kolorów, tzn. szkło takie, przepuszczając dany kolor, odbija jego barwę dopełniającą. Dzięki nałożeniu 30-50 warstw widziany kolor jest różny w zależności od kąta patrzenia i padania światła. To, co widzimy, to interferencja światła odbitego od tych warstw, które same w sobie nie mają koloru. Efekt ten nosi nazwę iryzacji.

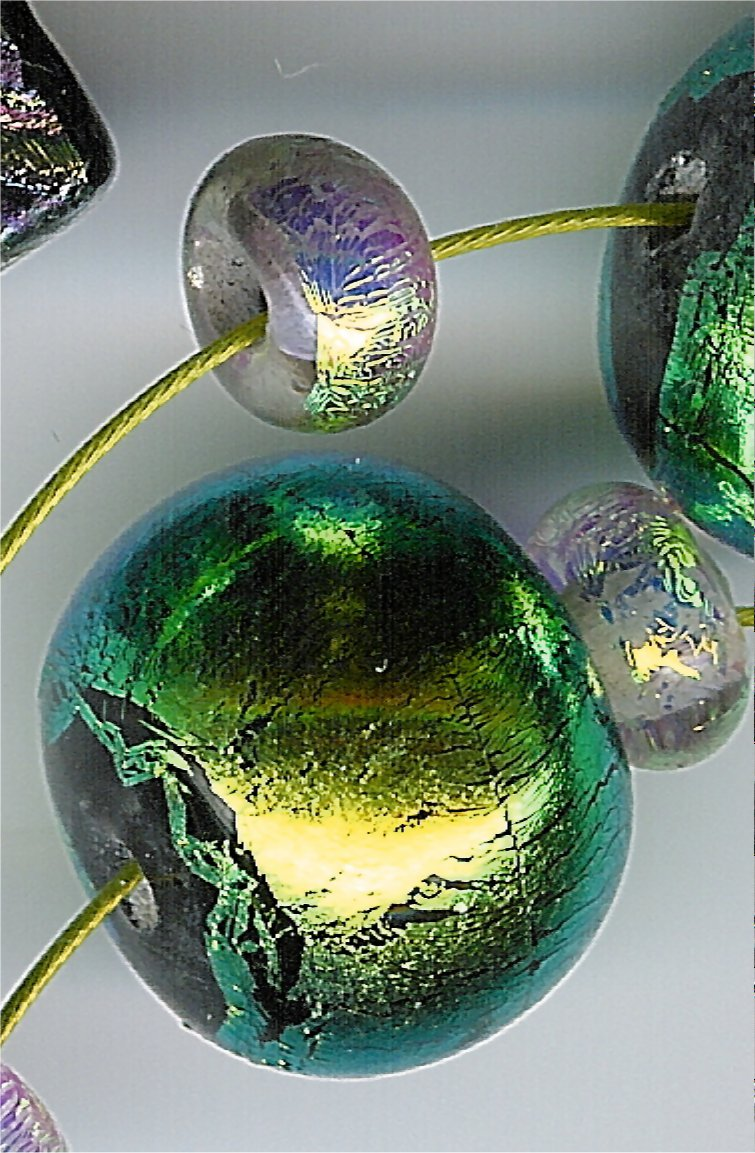
Paciorki ze szkła dichroicznego

## Historia
Szkło dichroiczne zostało opracowane przez NASA w celu zastosowania w lustrach satelitów. W 1976 roku pracownicy tej agencji zdali sobie sprawę z artystycznego potencjału tego szkła i zaczęli je sprzedawać po zawrotnej, jak na tamte czasy, cenie 25 dolarów za cal kwadratowy. Obecnie cena tego materiału to około 2 USD za cal kwadratowy. Szkło dichroiczne znajduje zastosowanie przy wyrobie oświetlenia, światłowodów, laserów, okularów przeciwsłonecznych, witraży oraz jako filtry w fotografii. Jego odporność na czynniki atmosferyczne i ścieranie oraz nigdy nieblaknące kolory czynią je doskonałym materiałem do zdobienia ścian, fontann, okien dachowych itp.

## Zastosowanie w sztuce

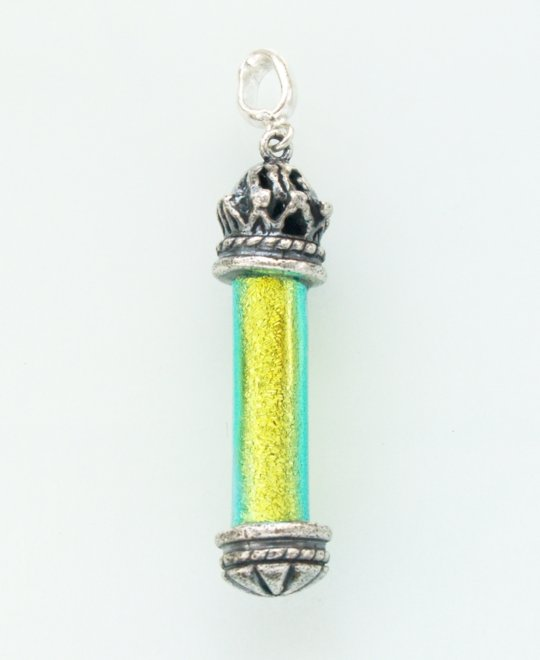
Przykład wykorzystania efektu dichroiczności w biżuterii: jest to rurka z jednolitego szkła, które odbija światło żółte, a przepuszcza niebieskozielone – widziany kolor zależy od kąta padania światła

Wiele (czasami kilkadziesiąt) warstw szkła dichroicznego stapia się w temperaturze około 900 stopni Celsjusza z warstwami zwykłego szkła. Niektóre długości fal świetlnych są przepuszczane, inne odbijane, co powoduje grę barw. Rezultatu nigdy nie da się idealnie powtórzyć, dzięki czemu każdy wyrób jest jedyny w swoim rodzaju. Wytworzone w ten sposób kamienie czasami przypominają – używany również w biżuterii – ammolit.